# Euxoa vitta
Euxoa vitta là một loài bướm đêm thuộc họ Noctuidae. Loài này có ở miền trung và miền nam châu Âu.
Sải cánh dài 32–40 mm. Con trưởng thành bay từ tháng 8 đến tháng 10. Có một lứa một năm.

## Phụ loài
- Euxoa vitta vitta
- Euxoa vitta rondoui (Spain, Pyrenees)
- Euxoa vitta hercegovinensis (miền nam Yugoslavia, miền bắc Hy Lạp)
- Euxoa vitta cây đuquisti (Gotland)
- Euxoa vitta burmanni (Tyrol in Austria)

## Hình ảnh

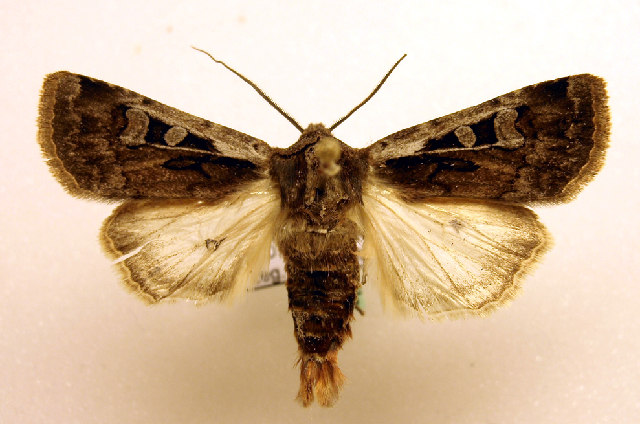
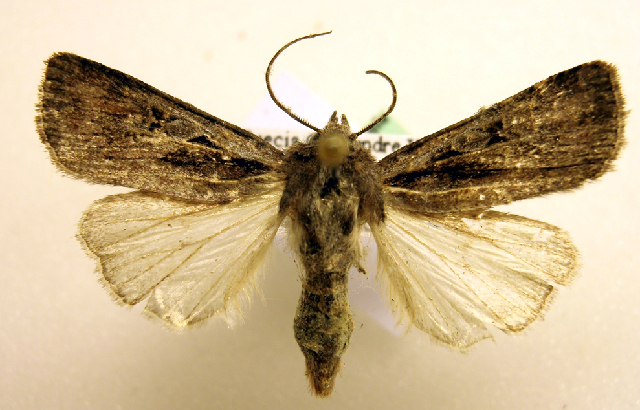